# Ostroróg (stacja kolejowa)

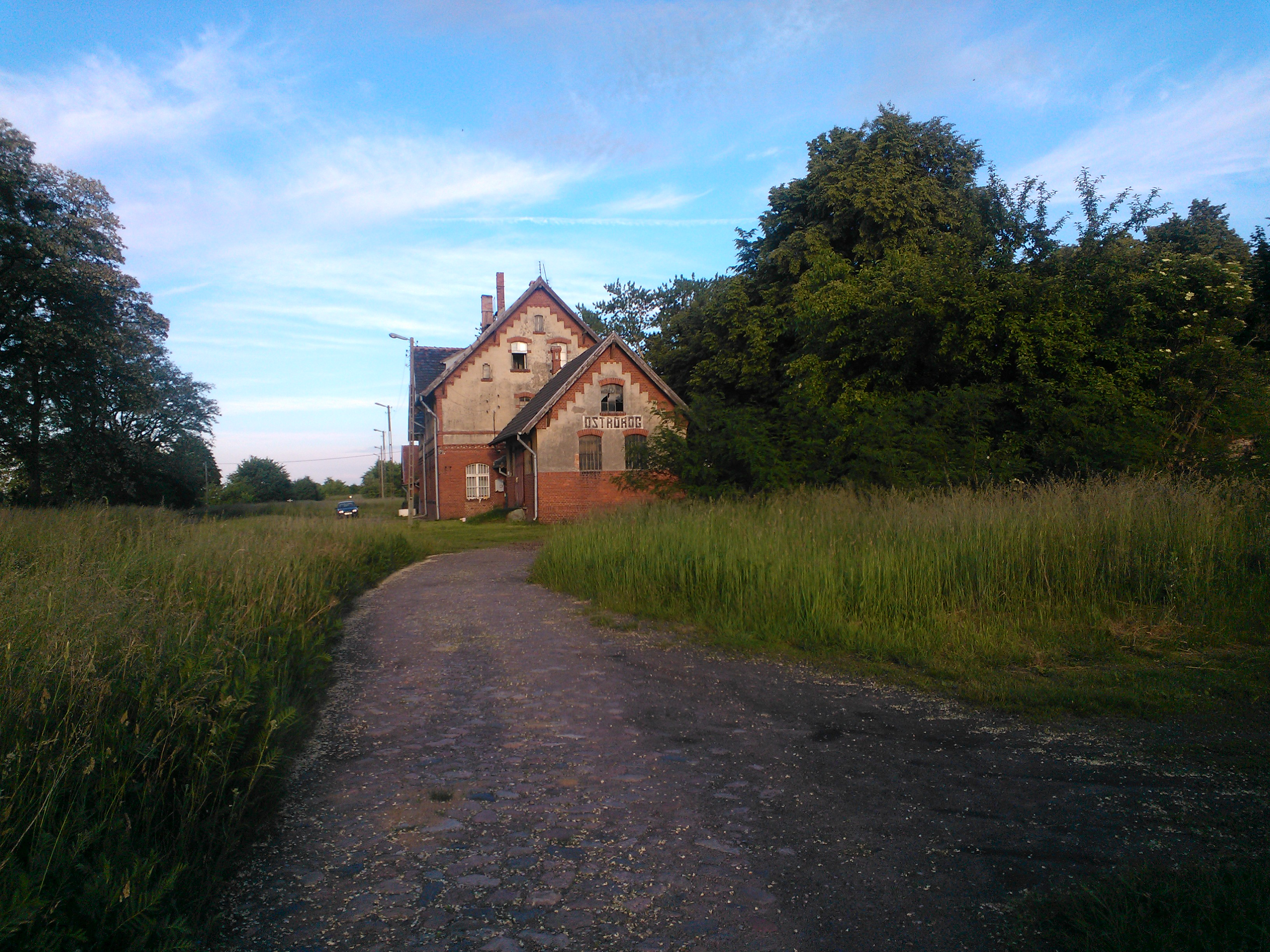
Ostroróg - dawny dworzec kolejowy widok od strony Dobrojewa

Ostroróg – zamknięta stacja kolejowa w Ostrorogu, w woj. wielkopolskim, w Polsce.
W latach 70. XX wieku, do końca swego funkcjonowania, była punktem początkowym  żółtego szlaku turystycznego do Nojewa i Sierakowa.